# Horatio (Arkansas)
Pour les articles homonymes, voir Horatio.
La ville américaine de Horatio est située dans le comté de Sevier, dans l’État de l’Arkansas. Sa population s’élevait à 1 044 habitants lors du recensement de 2010.

## Démographie
| 1900 | 1910 | 1920  | 1930  | 1940 | 1950 |
| ---- | ---- | ----- | ----- | ---- | ---- |
| 625  | 605  | 1 038 | 1 028 | 809  | 776  |

| 1960 | 1970 | 1980 | 1990 | 2000 | 2010  |
| ---- | ---- | ---- | ---- | ---- | ----- |
| 722  | 852  | 989  | 793  | 997  | 1 044 |

## Source
- (en) Cet article est partiellement ou en totalité issu de l’article de Wikipédia en anglais intitulé « Horatio, Arkansas » (voir la liste des auteurs).